# Державний університет інфраструктури та технологій
Державний університет інфраструктури та технологій був створений на підставі Розпорядження Кабінету міністрів України № 151/р від 29 лютого 2016 р. шляхом злиття двох столичних вищих начальних закладів — Державного економіко-технологічного університету транспорту та Київської державної академії водного транспорту імені гетьмана Петра Конашевича-Сагайдачного, кожен із яких мав схожу, але власну ґенезу. Наразі знаходиться в статусі припинення юридичної особи у зв'язку з процедурою реорганізації шляхом приєднання до Національного транспортного університету.

## Історія
Історичний шлях становлення двох злитих закладів вищої освіти віддзеркалює історію водного та залізничного транспорту, що завжди потребували кваліфікованих фахівців для свого будівництва, розвитку, технічного переоснащення. З'явившись на початку ХХ століття, попередники цих ЗВО навіть у буремні роки революції та двох світових воєн не припиняли підготовку спеціалістів транспортної інфраструктури України.
Корені історії вишів сягають у 1898 рік, коли була розпочата підготовка інженерів-залізничників в КПІ. Це була перша кузня кадрів для залізничного транспорту у Києві на рубежі ХІХ-ХХ століть. Перший випуск інженерів-залізничників відбувся в 1903 році (дванадцять за спеціальністю «Залізниці» і один за спеціальністю «Мости»). Крім того, у вересні 1909 році було відкрито залізничний відділ Київських вищих комерційних курсів з технічними науками і «економією шляхів сполучення», а з червня 1912 року надано статус вищого навчального закладу та перейменовано на Київський комерційний університет. Цікавим і симптоматичним є той факт, що з 1922 р. у складі КПІ існував факультет інженерів шляхів сполучення, що готував фахівців для сухопутного та водного транспорту, а у створеному пізніше Інституті шляхів сполучення функціонували факультети з підготовки спеціалістів як для залізниць, так і для водних шляхів.
У 1929 році народний комісаріат Просвіти України організував у Києві Інститут інженерів шляхів сполучення (КІІШС) у складі п'яти факультетів. Через рік КІІШС було реорганізовано і зрештою на виконання Постанови Раднаркому УРСР № 19/672 від 12 липня 1930 року почали працювати 5 окремих вищих навчальних закладів: Київський залізничний інститут у складі 2 факультетів, Дніпропетровський залізничний інститут у складі 3 факультетів, Київський інститут річкового транспорту у складі 3 факультетів, Одеський інститут морського транспорту у складі 2 факультетів, Харківський шляховий інститут у складі 4 факультетів (з 1 січня 1934 року — ХІІТ).
У період масових репресій 30-х років ХХ ст. серед значної кількості вищих навчальних закладів, які перестали існувати, був і Київський залізничний інститут. Так Київський інститут інженерів транспорту в 1934 році було об'єднано з Харківським інститутом інженерів залізничного транспорту. Фактично КІІТ включено до складу ХІІЗТ. З 1951 року було створено Навчально-консультаційний пункт Всесоюзного заочного інституту інженерів залізничного транспорту. І лише 14 липня 1966 року було організовано філіал Харківської державної академії залізничного транспорту м. Києві. А в 1968 році в київській філії ХІІТу відновлено спеціальність «економіка і організація залізничного транспорту».
Завершальний етап фундації ВНЗ залізничного транспорту у Києві відбувся в роки незалежності України. Київський філіал Харківської державної академії залізничного транспорту у 1995 р. спочатку став Київським інститутом залізничного транспорту, а у 2001 р. отримав статус самостійного університету. З 2007 по 2016 р.р. він носив назву Державний економіко-технологічний університет транспорту (ДЕТУТ).
ВНЗ воднотранспортного профілю у Києві свій родовід веде з 1912 року — з часу заснування на кошти Спілки судноплавства Київського річкового училища першого розряду Міністерства шляхів сполучення Російської імперії. Училище почалось із невеличкої бібліотеки, трьох макетів річкових суден, макету парової машини та чотирьох десятків парт. У повоєнний час у Києві відкрився факультет Ленінградського інституту водного транспорту для підготовки спеціалістів-водників вищої кваліфікації, що пізніше став Інститутом водного транспорту Одеської морської академії. Завершився ж процес фундації ВНЗ водного транспорту також після здобуття незалежності України, коли на базі Київського річкового училища, Інституту водного транспорту та Суднобудівного технікуму у 1998 р. був організований самостійний вищий навчальний заклад — Київська державна академія водного транспорту (КДАВТ), якій у 2003 р. було присвоєне ім'я видатного українського гетьмана-флотоводця Петра Конашевича-Сагайдачного.
Протягом більше ста років та в непростих умовах відбувалось накопичення потенціалу для сучасного Державного університету інфраструктури та технологій (ДУІТ), набувалась матеріально-технічна база, формувались покоління викладацького складу, акумулювався досвід навчальної роботи.
Сьогодні до структури університету входять чотири інститути, що об'єднують шість факультетів, ще один інститут знаходиться у м. Ізмаїл Одеської області, три коледжі (два — у м. Києві та один — у м. Кілії Одеської області), Київський тренажерний центр підвищення кваліфікації та перепідготовки спеціалістів водного транспорту. Сьогодні матеріальна база та інфраструктура університету дозволяє успішно вести не тільки навчальний процес та науково-дослідну роботу, а й вирішувати соціальні проблеми: забезпечувати житлом іногородніх студентів, проводити лікування і оздоровлення, підвищувати майстерність спортсменів. Збірні команди університету з баскетболу, плавання та легкої атлетики уже протягом багатьох років займають перші та призові місця на чемпіонатах м. Києва та універсіадах. Добру фізичну форму та ігрову майстерність студентам можна підтримувати в спортзалі, тренажерному залі та на стадіоні «Спартак». Свої художні здібності студенти мають змогу проявити і вдосконалити в самодіяльних творчих об'єднаннях Центру культури і мистецтв, зокрема — народному театру-студії «Райдо». В університеті створений центр довузівської підготовки абітурієнтів, діє власна аспірантура і докторантура, спеціалізовані вчені ради по захисту дисертацій, можна отримати другу вищу освіту..

## Структурні підрозділи
- Київський інститут водного транспорту імені гетьмана Петра Конашевича-Сагайдачного:
  - Факультет судноводіння;
  - Факультет експлуатації технічних систем на водному транспорті
- Київський інститут залізничного транспорту:
  - Факультет управління залізничним транспортом;
  - Факультет інфраструктури та рухомого складу залізниць
- Інститут управління, технологій та права:
  - Факультет управління і технологій;
  - Юридичний факультет
- Відокремлені структурні підрозділи:
  - Дунайський інститут водного транспорту
  - Київський фаховий коледж морського і річкового флоту та транспортних технологій ДУІТ
  - Кілійський транспортний фаховий коледж

## Науково-педагогічний склад
- Боняр Світлана Михайлівна — декан (2016—2021), в.о. декана (з 2021) факультету управління і технологій.
- Гамалія Віра Миколаївна — завідувачка кафедри філософії та історії науки і техніки (з 2014).
- Горобченко Олександр Миколайович — декан факультету інфраструктури та рухомого складу залізниць (з 2021).
- Добкіна Катерина Робертівна — декан юридичного факультету (з 2017).
- Єлєазаров Олександр Петрович — декан факультету судноводіння (з 2017).
- Завгородній Валерій Вікторович — завідувач кафедри інформаційних технологій.
- Клюєва Євгенія Миколаївна — завідувачка кафедри господарського та транспортного права (з 2017).
- Косарчук Валерій Володимирович — завідувач кафедри теоретичної та прикладної механіки (з 2006).
- Мироненко Віктор Кімович — завідувач кафедри управління комерційною діяльністю залізниць.
- Руда Світлана Петрівна — професор кафедри філософії та історії науки і техніки (2014—2022).
- Стрелко Олег Григорович — декан факультету управління залізничним транспортом.
- Сьомін Олексій Анатолійович — декан факультету експлуатації технічних систем на водному транспорті.
- Тимченко Леонід Іванович — завідувач кафедри систем штучного інтелекту та телекомунікаційних технологій (з 2004).
- Ткаченко Віктор Петрович — завідувач кафедри електромеханіки та рухомого складу залізниць (з 2014).
- Яновська Вікторія Петрівна — завідувачка кафедри економіки, маркетингу та бізнес-адміністрування